# Stari Glog (Vranje)
Pour les articles homonymes, voir Stari Glog.
Stari Glog (en serbe cyrillique : Стари Глог) est un village de Serbie situé dans la municipalité urbaine de Vranjska Banja et sur le territoire de la Ville de Vranje, district de Pčinja. Au recensement de 2011, il comptait 18 habitants.

## Démographie
| 1948 | 1953 | 1961 | 1971 | 1981 | 1991 | 2002 | 2011 |
| ---- | ---- | ---- | ---- | ---- | ---- | ---- | ---- |
| 229  | 222  | 213  | 264  | 175  | 69   | 44   | 18   |

|  |